# Bahnhof Zürich Wipkingen
Der 1932 eröffnete Bahnhof Zürich Wipkingen liegt an einer der ältesten Bahnlinien der Schweiz, der 1856 von der Schweizerischen Nordostbahn (NOB) eröffneten Bahnstrecke Zürich–Oerlikon. Die doppelspurige Strecke gehört seit 1902 den Schweizerischen Bundesbahnen (SBB), der Bahnhof – bahntechnisch eine Haltestelle – ist heutzutage eine von dreizehn SBB-Stationen in der Stadt Zürich.

## Lage und Streckenführung
Der Bahnhof besteht nur aus einem überdachten Bahnsteig zwischen den beiden Gleisen. Zugänglich ist dieser über zwei Unterführungen. Neben der einen Unterführung steht das alte Bahnhofgebäude, welches mit dem benachbarten Restaurant Nordbrücke ein Ensemble bildet.

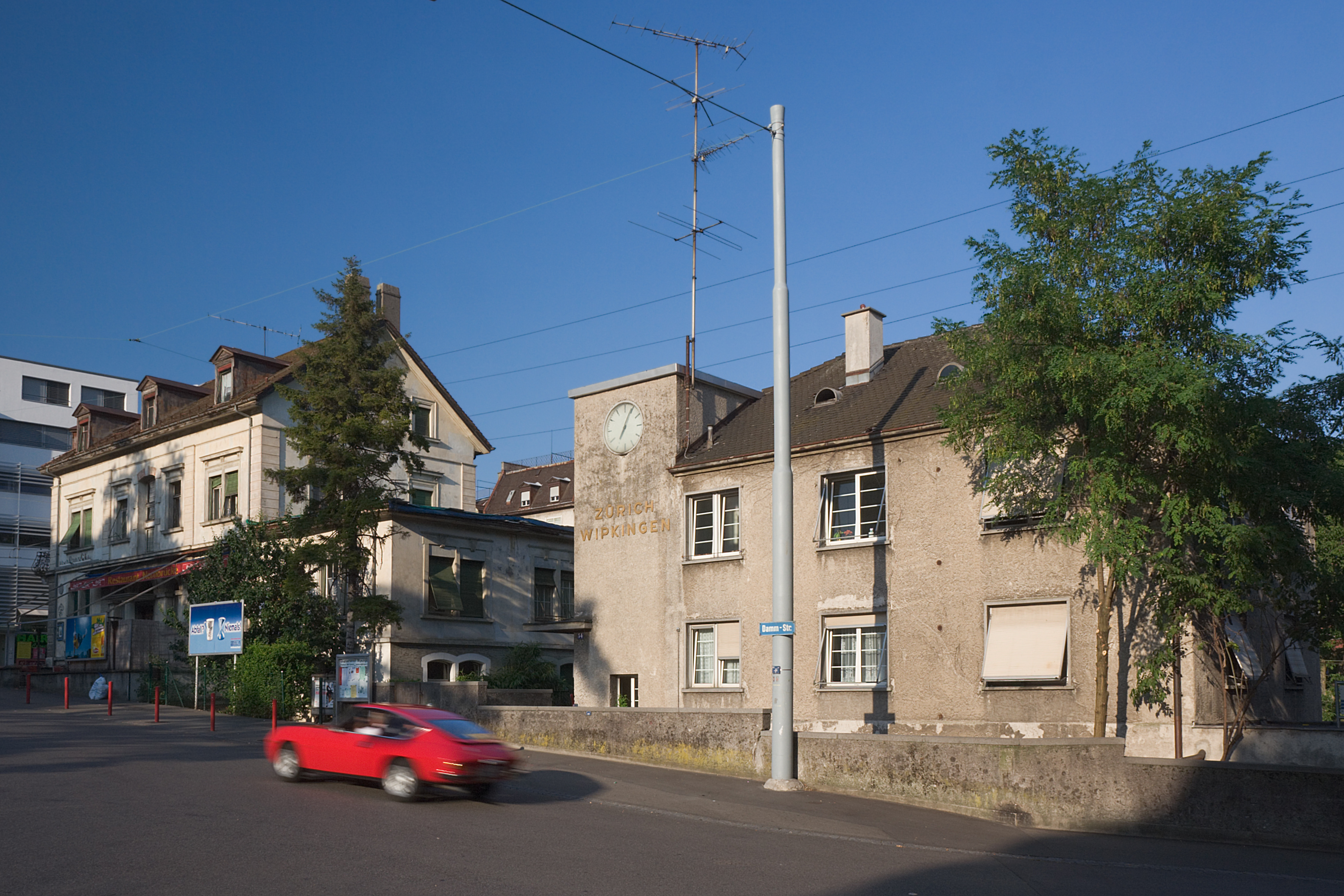
Bahnhofgebäude (rechts) und Restaurant Nordbrücke (2006)

Das früher über einen relativ steil ansteigenden Damm in Lage der heutigen Röntgenstrasse und später über das weniger steile Aussersihler Viadukt vom Hauptbahnhof Zürich kommende Trassee teilte das spätere Zürcher Quartier Wipkingen vor dem Bahnhof erst durch die Limmatbrücke und einen sich an die Brücke anschliessenden Damm. Nach dem Bahnhof teilte es den Ort durch eine immer tiefer werdende Schneise bis zum Wipkingertunnel in Richtung Bahnhof Zürich Oerlikon. Nördlich des Bahnhofs stellte die Nordbrücke die Verbindung über die Geleise zwischen der von Höngg kommenden Nordstrasse und der von Unterstrass kommenden Rotbuchstrasse her. Seit ein Grossteil der Schneise nördlich des Bahnhofs in der zweiten Hälfte des 20. Jahrhunderts überdeckt, überbaut und der Wipkingertunnel bis zur Nordbrücke verlängert wurde, dient letztere als Südportal des Tunnels.

## Nachträgliche Errichtung

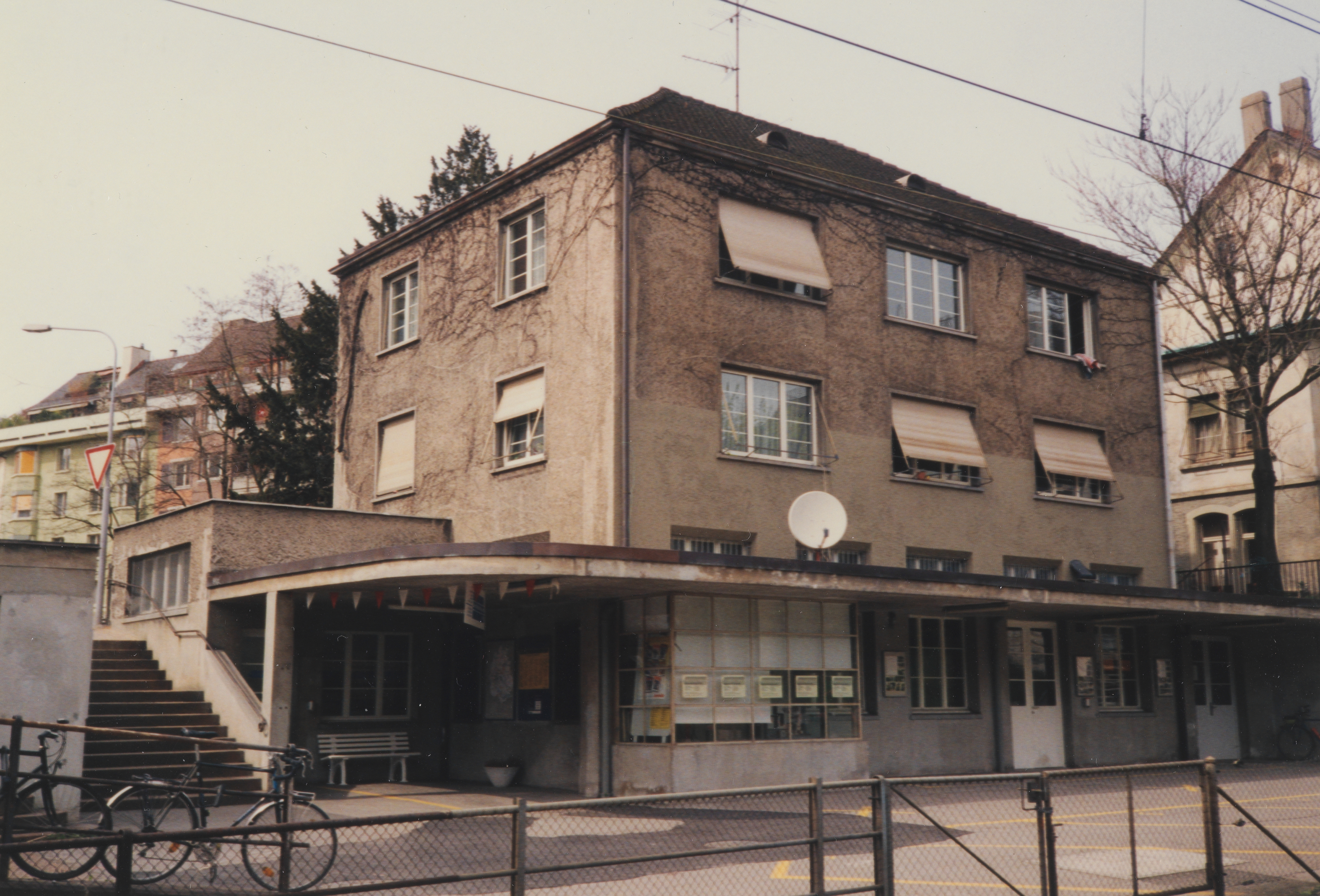
Stationsgebäude Bahnseite (1998)

Bei der Streckeneröffnung 1856 verzichtete die Nordostbahn auf den Bau eines Bahnhofes in Wipkingen, weil sich die damalige Gemeinde die Erschliessung und die Errichtung eines Gebäudes nicht leisten konnte. Ausserdem bestand die Gefahr, dass Passagiere und Lokführer im gleich folgenden Wipkingertunnel ersticken würden, da anfahrende Züge sehr viel Rauch produzieren.
Erst mit der Elektrifizierung und lange nach der Eingemeindung Wipkingens erhielt das Quartier 1932 einen eigenen Bahnhof von Emil Schlaginhaufen im neoklassizistischen Stil.
Am 2. Oktober 1932 wurde der Bahnhof Wipkingen feierlich eingeweiht. 17 Züge hielten hier pro Tag, und sie waren von Beginn an gut gefüllt. In den ersten zehn Tagen verkaufte der Stationsvorstand am Schalter über 300 Streckenabonnemente. Sechs Jahre später war der Bahnhofschalter Wipkingen von den 700 SBB-Bahnhöfen im Land bezüglich verkaufter Streckenabonnemente die Nummer drei hinter Zürich Hauptbahnhof und Winterthur.

## Nutzung heute
Das Empfangsgebäude stand zu SBB-Zeiten lange Zeit leer, beherbergt aber seit Ende der 1990er Jahre wieder einen Billetschalter. Dieser wird von einem von den SBB unabhängigen Reisebüro betrieben.
Trotz dem Umstand, dass das heruntergekommene Ensemble noch lebt, entschied das Verwaltungsgericht des Kantons Zürich, dass die Gebäude keine Schutzobjekte kommunaler Bedeutung seien. Ein Abbruch stand bevor, und ein Hochhaus sollte anstelle des Bahnhofgebäudes und des angrenzenden Restaurants Nordbrücke entstehen. Da das Restaurant in der Zwischenzeit verkauft wurde, steht das Hochhaus nicht mehr zur Diskussion.

## S-Bahn Zürich
Seit dem 15. Juni 2014 und der Eröffnung des Weinbergtunnels wird der Bahnhof Zürich Wipkingen nur noch durch die Linie S 24 Thayngen – Schaffhausen/Weinfelden – Winterthur – Zürich Flughafen – Zürich HB – Thalwil – Horgen Oberdorf – Zug  bedient.

## Öffentlicher Nahverkehr
Der Bahnhof Wipkingen ist mit Trolleybussen der Verkehrsbetriebe Zürich zu erreichen. Es halten hier die Linie 33 und die Linie 46.